# Armin van Buuren
Armin van Buuren (Leiden, 1976. december 25. –) trance zenei producer és lemezlovas. Hetente jelentkező, trance rádió műsort vezet, melynek címe: A State of Trance. 2007 és 2010 között sorozatban négyszer, illetve 2012-ben is az elektronikus zenei orientáltságú DJ Mag brit magazin Top 100 lemezlovas szavazásán a legtöbb voksot kapta.

## Pályafutása
Armin Hollandiában, Leiden városában született, de Koudekerk aan den Rijnben nőtt fel.
Armin szenvedélyének, a zenének már fiatal korában átadta magát. Minden pénzét lemezekre költötte. 10 éves volt, amikor édesanyja szert tett egy számítógépre. „Kölyökként írogattam a saját Basic programjaimat, a technikáját akkor tanultam meg”. A következő állomás a barátainak készített kazetták voltak, amiket egy olcsó magnó-felszereléssel csinált meg. Mixelni is ezen kezdett el tanulni, amikor felfedezte, hogy a nagybátyja a számítógépén különböző szekvenciákkal kísérletezik. „Csodáltam, amit csinált, attól a pillanattól fogva a zeneírás rabjává váltam”.
A 90-es évek elején ugyan Armin még fiatal volt ahhoz, hogy klubokba járjon, de tudta, hogy mi szól odabent. Hiszen Hollandiában akkor már a rádiók is játszották a dance slágereket. „Azonnal beleszerettem a műfajba – ebbe a lázadó hangzásba, ami olyannyira különbözött a 80-as évek 'gyönyörű' dalaitól”. Azt mondja, hogy leginkább az elektronikus zenei úttörő Jean-Michel Jarre (aki bámulatos vizuális effektjeiről és az új utat mutató szintetizátor hangzásról lett ismert) volt rá hatással, ugyanúgy mint Ben Liebrand holland producer, aki később segítette őt a mixelésben és az alkotásban is. Armin hamarosan kitört: a következetes kiállásokkal megírt számai a világon mindenütt megjelenő válogatások díszei lettek.
Ráadásul a dj-meghívások is szép számmal gyülekeztek. Annak ellenére, hogy zenei pályája már ilyen fiatalon elkezdődött, Armin úgy gondolta, hogy bölcs dolog lenne valami mást is csinálni arra az esetre, ha a dj-skedés nem jönne össze. Ezért jogot kezdett tanulni. Tulajdonképpen még állásajánlatot is kapott egy joggal foglalkozó cégtől, de azt válaszolta, hogy ez nem igazán az ő területe, habár elismerte, hogy jól néz ki öltönyben…
Elkerülhetetlen volt, hogy tanulmányai utolsó éve hosszúra nyúljon. Óráit csak zsonglőr mutatványok árán tudta összeegyeztetni egyre mozgalmasabbá váló napjaival. Ismertsége egy meteor sebességével szárnyalt a magasba: sikeres produkcióival és remixeivel, illetve a boldog partiarcok ezreivel zsúfolt klubok zsongásával hétvégéről hétvégére. Három év kellett, hogy lediplomázzon, de a rá jellemző kitartással végül is befejezte.
Armin élesre csiszolt hangzása debütáló albumán, a "76"-on hallható, amiért a tekintélyes Dancestar Award-on a ”legjobb új művész album„ díjra jelölték 2004-ben.
A 2005 végén kiadott "Shivers" című albummal dalszerzőként is bizonyított, majd 2006-ban kiadott egy Best Of-ot, mely a "Ten Years" címet kapta, melyen olyan dalok találhatóak, mint a Who is watching, a Blue fear, vagy épp a Burned with desire, melyek nagyon jól lefogják Armin ízlés-dallamvilágát.
Egyenes, ám különlegesen lüktető Club-os hangzás, lágy vokállal és visszhanggal, mindezt "zúzós" kiállásokkal és groove-okkal megspékelve.

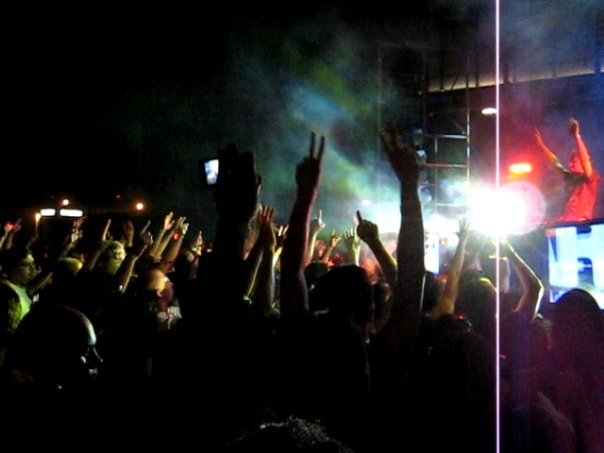
Armin van Buuren a Lizard Lounge szórakozóhelyen, Dallasban, 2009. augusztus 9-én

A holland DJ/producer 2007-ben megkapta a világ legjobb DJ-jének járó elismerést a szakma Oscarjának számító DJ Mag Top 100 DJ díjkiosztón, Londonban.
A több mint 350 000 szavazó véleménye azt mutatja, hogy albumai, mixlemezei, 2001 óta hallható rádióműsora A State of Trance (melyet több mint 40 rádió sugároz hétről hétre a világ minden pontján) az évtized vége felé közeledve az elektronikus tánczene egyes számú figurájává tették őt.
Ugyan a trance tette őt naggyá, mégsem érzi, hogy a műfaj fogságában vergődne. "Az emelte ki a trance-t a többi műfaj közül, hogy képes magába olvasztani elektrót, minimált, bármit... Egy rakás meghatározás létezik a trance-re, de számomra ez továbbra is csak dallamos elektronikus zene marad, ami lehet bármi a progresszívtól a technóig. A lényeg, hogy ne légy a saját stílusod rabja, ne korlátozd a kreativitásod!" - nyilatkozta.
És ez a hitvallás süt minden produkciójából, ennek köszönheti, hogy legutóbbi 12 megjelenése egytől egyig a holland TOP 40-ben végezte, hogy az Armin Only néven futó megapartijain, pedig rendre több mint 10.000 rajongó gyűlik össze.
A State of Trance című rádióműsorát, hetente csütörtökön, pedig több mint 10 millióan hallgatják világszerte.
2008 tavaszán adta ki 3. stúdióalbumát, melyet "Imagine" névre keresztelt, amelyen olyan énekesnők vokáloznak, mint Sharon den Adel, Jennifer Rene, vagy éppen Audrey Gallagher. Az album, megjelenését követően, egyből a holland lemezeladási lista 1. helyén nyitott. Érdekesség, hogy az album 2. kislemezének a Sharon den Adel-el közösen készített dalnak az "In and out of love" videóklipjét a YouTube-on a mai napig több mint 130 millió ember látta.
Armin van Buuren-t, 2007-hez hasonlóan, 2008-ban is megszavazták a világ legjobb DJ-jének, a brit DJ Mag magazin Top 100 DJ szavazásán.
2009 elején jelentette meg Armin van Buuren 3. nagylemezének az "Imagine"-nek dalait átértelmezve, más DJ-k, producerek újra hangolásában, az album 2 CD-t foglal magában, melynek címe: "Imagine: The Remixes". Az remixeket olyan elismert DJ-k, producerek készítették, mint Jonh O’Callaghan, Myon & Shane 54, Cosmic Gate, Richard Durand, vagy épp Sean Tyas.
Armin van Buuren 2009 őszén is az internetről beérkező szavazatok alapján megkapta a világ legjobb DJ-jének járó címet, a brit DJ Mag magazin Top 100 DJ szavazásán.
Az év végén készített remixet BT és Jes közös dalához, valamint Cerf, Mitiska & Jaren kollaborációjához, mely remixből klip is készült.
2010 folyamán készített remixet a Faithless-nek és Dido-nak.
2010. szeptember 10-én jelent meg Armin van Buuren 4. stúdiólemeze a "Mirage", melyen saját szerzemények
mellett olyan előadókkal készített közös zenéket, mint például Sophie Ellis-Bextor, Nadia Ali vagy épp Ana Criado. Érdekesség, hogy Ferry Corsten-el kilenc év után újra közös dalt készítettek a "Mirage" című lemezre.
A stúdiólemez "bemutatójának" Armin van Buuren, a szeptember 9-ei rádióműsorának A State of Trance-nek a 473.-ik epizódját használta fel, a műsor keretében volt hallható a duisburgi Love Parade-ön történt tragédiára emlékező dal, melyet Armin van Buuren, Paul van Dyk-al és Paul Oakenfold-al közösen jegyez.
Armin van Buuren 2010 október végén is a világhálóról beérkező szavazatok alapján megkapta a világ legjobb DJ-jének járó címet, a brit DJ Mag magazin Top 100 DJ szavazásán.
2011 őszén jelent meg a "Mirage" című nagylemez dalainak átértelmezett kiadása, az album 2 CD-t foglal magában, melynek címe: "Mirage: The Remixes".

## Magánélete
Armin van Buuren 10 év párkapcsolat után vette feleségül Erika van Thielt. Az esküvő 2009. szeptember 17-én történt, másnap pedig templomban is kimondták a boldogító igent Wassenaar városban. A lánykérésre az ausztráliai Sydney-ben található Operaházban került sor. Az egyik interjúban, akkor ezt nyilatkozta Armin: "Tudom, hogy ez sokat jelent neki, és a családjának".

2011. július 24-én született meg a kislánya Fenna, majd 2013 júliusában fia, Remy látta meg a napvilágot.

## Diszkográfia

### Albumok (szóló)
- 2003 76
- 2005 Shivers
- 2006 10 Years (válogatás)
- 2008 Imagine
- 2009 Imagine: The Remixes
- 2010 Mirage
- 2011 Mirage: The Remixes
- 2013 Intense
- 2015 Embrace

### Kislemezek (szóló)
- 1996 Check Out Your Mind
- 1996 Push
- 1997 Blue Fear
- 1999 Communication
- 2000 Eternity
- 2000 Wonder Where You Are? / Wonder?
- 2001 Exhale
- 2001 The Sound Of Goodbye
- 2002 Sunburn (Walk Through The Fire)
- 2002 Yet Another Day (km. Ray Wilson)
- 2002 Burned With Desire (km. Justine Suissa)
- 2005 Shivers / Birth Of An Angel
- 2005 Shivers / Serenity
- 2005 Who Is Watching (km. Nadia Ali)
- 2006 Love You More (km. Racoon)
- 2007 Rush Hour
- 2007 This World is watching me (km. Rank 1 & Kush)
- 2008 If You Should Go (km. Susana)
- 2008 Going Wrong (km. Dj Shah & Chris Jones)
- 2008 In And Out Of Love (km. Sharon den Adel)
- 2009 Unforgivable (km. Jaren)
- 2009 Fine Without You (km. Jennifer Rene)
- 2009 Never Say Never (km. Jacqueline Govaert)
- 2009 Broken Tonight (km. Van Velzen)
- 2010 Full Focus
- 2010 Not Giving Up On Love (km. Sophie Ellis-Bextor)
- 2010 Remember Love (km. Paul Oakenfold & Paul van Dyk)
- 2010 This Light Between Us (km. Christian Burns)
- 2011 Drowning (km. Laura V)
- 2011 Feels So Good (km. Nadia Ali)
- 2011 Brute (km. Ferry Corsten)

### Mixalbumok
- 2003 Universal Religion: Chapter One
- 2004 A State of Trance 2004
- 2004 Universal Religion 2004: Live from Armada at Ibiza
- 2005 A State of Trance 2005
- 2005 A State of Trance Year Mix 2005
- 2006 A State of Trance 2006
- 2006 A State of Trance Year Mix 2006
- 2007 A State of Trance 2007
- 2007 Universal Religion 2007: Live from Armada at Ibiza
- 2007 A State of Trance Year Mix 2007
- 2008 A State of Trance 2008
- 2008 A State of Trance Year Mix 2008
- 2009 A State of Trance 2009
- 2009 A State of Trance Year Mix 2009
- 2009 Universal Religion Chapter 4
- 2010 A State of Trance 2010
- 2010 A State of Trance Year Mix 2010
- 2011 A State of Trance 2011
- 2011 Universal Religion Chapter 5
- 2012 A State of Trance 2012
- 2012 Universal Religion Chapter 6
- 2013 A State of Trance 2013
- 2013 Universal Religion Chapter 7

## Közreműködő énekesek
- Nadia Ali
- Sophie Ellis-Bextor
- Racoon
- Ray Wilson
- Justine Suissa
- Kush
- Susana
- Audrey Gallagher
- Jennifer Rene
- Chris Jones
- Jaren
- Jacqueline Govaert
- Cathy Burton
- Vera Ostrova
- Sharon den Adel
- Van Velzen
- Ana Criado
- Fiora
- Christian Burns
- Jessie Morgan
- Laura V